# Sintula roeweri
Sintula roeweri är en spindelart som beskrevs av Josef Kratochvíl 1935. Sintula roeweri ingår i släktet Sintula och familjen täckvävarspindlar.
Artens utbredningsområde är Montenegro. Inga underarter finns listade i Catalogue of Life.